# Adam Heinonen
Adam Heinonen (* 22. August 2002) ist ein schwedischer Tennisspieler.

## Karriere
Heinonen spielte von 2016 bis 2019 nur wenige Matches auf der ITF Junior Tour und erreichte dort Platz 427 in der Rangliste.
Sein erstes Profiturnier bestritt er 2018. Im Jahr darauf sammelte er die ersten Punkte für die Tennisweltrangliste. 2023 gelang ihm im Doppel sein erster Titelgewinn auf der ITF Future Tour, wodurch er unter die Top 1000 der Weltrangliste aufstieg. Im Einzel erreichte er zudem sein erstes Future-Halbfinale.
Das Jahr 2024 markierte den Durchbruch für Heinonen im Doppel: Gemeinsam mit Erik Grevelius gewann er sechs weitere Future-Titel und kletterte in der Rangliste bis auf Platz 358. Dank einer Wildcard durfte Heinonen erstmals im Hauptfeld der ATP Tour antreten. Beim Turnier in Stockholm spielte er an der Seite seines Landsmanns Leo Borg. Die beiden Schweden unterlagen in der ersten Runde den Ecuadorianern Gonzalo Escobar und Diego Hidalgo. Auch im Einzel machte Heinonen 2024 Fortschritte. Er erreichte ein Future-Endspiel und verbesserte sich in der Rangliste bis unter die Top 800.

## Erfolge
| Legende (Anzahl der Siege) |
| Grand Slam                 |
| ATP Finals                 |
| ATP Tour Masters 1000      |
| ATP Tour 500               |
| ATP Tour 250               |
| ATP Challenger Tour (1)    |

### Doppel

#### Turniersiege
| Nr. | Datum          | Turnier | Belag | Partner        | Finalgegner                    | Ergebnis  |
| --- | -------------- | ------- | ----- | -------------- | ------------------------------ | --------- |
| 1.  | 25. April 2025 | Rom     | Sand  | Erik Grevelius | Marco Bortolotti Giorgio Ricca | 7:62, 7:5 |